# 이타임즈
이타임즈는 1997년 7월 1일 창간된 인터넷 신문을 말한다. 연합뉴스를 비롯하여 뉴스아카이브를 구축해 50여 개 언론사 뉴스를 제공하는 사이트로 2006년 12월 20일 온라인신문으로 등록하여 자체 기사를 생산하고 있다. 발행인은 채광기이며, 편집인은 연합뉴스 출신의 이병도이다.

## 내용
속보, 정치, 경제, 사회, 문화, IT, 세계, 지역, 연예, 스포츠, 라이프, 동영상, 엔조이 등 면으로 조성되어있다.